# 亀岡市立千代川小学校
亀岡市立千代川小学校（かめおかしりつ ちよかわしょうがっこう）は、京都府亀岡市にある公立小学校。

## 沿草
- 1872年（明治5年）5月 - 学校建築申請を府に提出
- 1873年（明治6年）6月 - 小川村に小川校と開設する
- 1874年（明治7年） - 校各を「集成官」と命各
- 1887年（明治20年） - 集成尋常小学校と改称
- 1889年（明治22年）5月 - 千代川村立となる
- 1903年（明治36年）4月 - 集成尋常高等小学校と改称
- 1941年（昭和16年）4月 - 千代川国民学校と改称
- 1947年（昭和22年） - 千代川村立千代川小学校と改称
- 1955年（昭和30年）1月 - 亀岡市立千代川小学校と改称
- 1968年（昭和43年）12月 - 校歌制定、ピアノ開き
- 1979年（昭和54年）3月 - 南校舎鉄筋3階9教室完成
- 1981年（昭和56年） - 南校舎鉄3階普通教室・特別教室9完成
- 1982年（昭和57年） - 本館・管理棟・体育館完成
- 1983年（昭和58年）7月 - プール移転完成
- 1994年（平成6年）4月 - 京都府教育委員会及び亀岡市育委員会「環境教育推進校」指定
- 1997年（平成9年）4月 - 通級指導教室(きこえ・ことば教室)開設
- 1999年（平成11年）6月 - 京都府教育委員会「防災安全教育研究発表会」を開催
- 2002年（平成14年）4月 - 「食」に関する指導の実践モデル市町村指定事業の指定。
- 2004年（平成16年）9月 - 耐震化補強工事完成
- 2005年（平成17年）4月 - 京都府教育委員会インターンシップ指定
- 2005年（平成17年）4月 - 文部科学省理数大好き事業指定
- 2005年（平成17年）9月 - トイレ改修工事完了
- 2005年（平成17年）9月 - 校舎周辺フェンス完成
- 2006年（平成18年）8月 - 全国自転車大会初優勝
- 2007年（平成19年）8月 - 全国自転車大会2連覇・連続優勝
- 2010年（平成22年）11月 - 南舟ギッズふれあい駅伝優勝
- 2010年（平成22年）11月 - 学校安全ボランティア活動奨励賞　文部科学大臣表彰受賞
- 2022年 （令和4年）4月 - 校舎増築

## インターンシップ
(京都府インターンシップ制度による活性化)
平成17年から、京都府教育委員会よりインターンシップ制度を葉受け毎日数名の学生がやってくる。お兄さん先生、お姉さん先生として、児童に人気がある。算数教室や読み聞かせなどの学力充実特別支援教育に大きく貢献し、若い力で学校が活性化している。

## 交通アクセス
- 西日本旅客鉄道（JR西日本）山陰本線 千代川駅より徒歩6分。

## 通学区域が隣接している学校
- 亀岡市立育親学園
- 亀岡市立稗田野小学校
- 亀岡市立大井小学校
- 亀岡市立亀岡川東学園
- 南丹市立八木東小学校
- 南丹市立八木西小学校